# Шаплыко, Кузьма Иванович
Кузьма Иванович Шаплыко (бел. Кузьма Іванавич Шаплыка; 1916 год, деревня Редковичи — 1997 год) — председатель колхоза «Красная смена» Любаньского района Минской области, Белорусская ССР. Герой Социалистического Труда (1951), Заслуженный работник сельского хозяйства СССР (1986), Заслуженный работник сельского хозяйства Белорусской ССР (1973).

## Биография
Родился в 1916 году в крестьянской семье в деревне Редковичи. В середине 30-х годов вступил в сельскохозяйственную артель «Заря коммуны». Трудился разнорабочим, бригадиром (1935—1937). Служил в Красной Армии, после которой продолжил работать шофёром в родном колхозе. В годы Великой Отечественной войны воевал командиром разведки партизанского отряда имени Чапаева.
С 1944 года — председатель колхоза имени «Красная смена» Любаньского района в посёлке Сорочи. Приняв хозяйство, в котором насчитывалось несколько голов крупного рогатого скота, вывел колхоз в число передовых сельскохозяйственных предприятий Белоруссии. В колхозе было четыре тысяч гектаров пахотной земли, автопарк из несколько десятков зерноуборочных и картофелеуборочных комбайнов. С каждого гектара в среднем собирала 35 — 40 центнеров зерновых, 280—350 центнеров картофеля, на сто гектаров сельхозугодий получали 200—220 центнеров мяса.
Центральная усадьба — деревня Сорочи — стала примером социально-бытового и культурного развития белорусской деревни. Были построены: трехэтажное административное здание, гостиница, кафе-ресторан, торговый центр, Дом быта, Дворец культуры, детский сад-ясли, средняя школа, многоэтажные жилые дома.
Указом Президиума Верховного Совета СССР от 3 июля 1951 года удостоен звания Героя Социалистического Труда с вручением ордена Ленина и золотой медали «Серп и Молот».
В 1960 году окончил Белорусскую сельскохозяйственную академию.
Неоднократно избирался депутатом Верховного Совета СССР 5-го созыва и депутатом нескольких созывов Верховного Совета Белорусской ССР. Умер 11 апреля 1997 года.

## Память
- В Любани установлен памятник-бюст Кузьмы Шаплыко[1].
- Его именем названа улица в агрогородке Сорочи Любанского района.
- Установлен памятный знак на Аллее Героев в Любани.
- Именем К. И. Шаплыко названо сельскохозяйственное предприятие ОАО «Красная смена» в Любанском районе.

## Награды
- Медаль «Серп и Молот»
- Орден Ленина — трижды
- Орден Красной Звезды
- Орден Трудового Красного Знамени — дважды
- Орден Октябрьской Революции
- Орден «Знак Почёта»
- Медаль «За отвагу»
- Медаль «За боевые заслуги»
- «За трудовую доблесть» — дважды
- 10 медалей ВСНХ — ВДНХ СССР
- Почётная Грамота Президиума Верховного Совета БССР.
- Почётная грамота Верховного Совета Республики Беларусь.
- Почётная Грамота Кабинета Министров Республики Беларусь